# Kirby Dach
Kirby Dach (nacido el 21 de enero de 2001) es un jugador profesional de hockey sobre hielo  canadiense que actualmente juega como centro para los Chicago Blackhawks de la Liga Nacional de Hockey (NHL). Dach fue seleccionado por los Blackhawks con la tercera selección general en el Draft de entrada de la NHL de 2019.

## Carrera

### Júvenil
Durante el Draft Bantam de la Western Hockey League (WHL) de 2016, Dach fue seleccionado segundo en la general por los Saskatoon Blades. Jugó en 19 partidos, anotando 10 puntos. Dach se unió a los Blades a tiempo completo para la temporada 2017-18. En 52 partidos, registró siete goles y 39 asistencias.
En enero de 2019, Dach fue nombrado capitán suplente de los Blades por el resto de la temporada. Fue nombrado capitán del equipo Orr para el juego CHL/NHL Top Prospects. El equipo Orr derrotó al equipo Cherry 5–4, y Dach registró una asistencia. Terminó la temporada con 25 goles y 48 asistencias en 62 partidos.
Dach ocupó el tercer lugar entre los patinadores norteamericanos en las clasificaciones finales del draft de NHL Central Scouting Services (CSS) para el draft de entrada de la NHL de 2019; Dach fue seleccionado tercero en general por los Chicago Blackhawks. Firmó su contrato de nivel de entrada de tres años con el club el 8 de julio.

### Profesional
Dach comenzó su carrera como jugador profesional inmediatamente con los Blackhawks después del campo de entrenamiento. Hizo su debut en la NHL el 20 de octubre de 2019 contra Washington Capitals. Dach anotó su primer gol en la NHL contra Marc-André Fleury de Vegas Golden Knights en una derrota por 2-1 el 22 de octubre. Dach terminó la temporada 2019-20 de la NHL acortada por la pandemia con 10 goles y 23 asistencias en 64 juegos. También patinó en nueve juegos de playoffs donde registró un gol y cinco asistencias.
Dach se perdió gran parte de la temporada 2020-21 de la NHL después de sufrir una lesión en la muñeca en el Campeonato Mundial Juvenil de Hockey sobre Hielo de 2021. Se reincorporó a los Blackhawks el 27 de marzo de 2021. Dach apareció en 18 juegos en los que anotó dos goles y ocho asistencias. Reagravó su lesión en la muñeca y se perdió los últimos tres juegos de la temporada.

### Selección nacional
En 2018, Dach fue incluido en el equipo de Canadá para la Copa Hlinka Gretzky, donde anotó 2 goles y 5 asistencias en 5 partidos del torneo. En el juego por la medalla de oro contra Suecia, Dach anotó un gol en el primer período, ayudando al equipo de Canadá a obtener una victoria por 6-2.
Los Blackhawks lo prestaron a la lista del Campeonato Mundial Juvenil de Hockey sobre Hielo de Canadá 2021, donde finalmente fue nombrado capitán. El 23 de diciembre, en el único partido previo al torneo de Canadá que se jugó contra Rusia, Dach se topó con el delantero ruso Ilya Safonov. El impacto fue suficiente para lesionar a Dach, que abandonó el partido de inmediato y no volvió. Las radiografías confirmaron más tarde que Dach había sufrido una fractura en la muñeca y se perdería el resto del torneo.

## Vida personal
El hermano de Kirby, Colton Dach, es un delantero de hockey sobre hielo con los Kelowna Rockets de la Western Hockey League como prospecto de los Chicago Blackhawks, quienes lo seleccionaron en la segunda ronda del Draft de entrada de la NHL de 2021. Según Colton, la mayor diferencia en sus estilos de juego es que "Kirby pasa primero y yo soy un jugador que tira primero".

## Estadísticas de Carrera

### Temporada Regular y playoffs
| 2015–16 | Fort Saskatchewan Rangers | AMHL    | 34 | 14 | 21 | 35 | 12 | —  | — | — | — | — |
| 2016–17 | Fort Saskatchewan Rangers | AMHL    | 22 | 6  | 20 | 26 | 6  | —  | — | — | — | — |
| 2016–17 | Saskatoon Blades          | WHL     | 19 | 6  | 4  | 10 | 4  | —  | — | — | — | — |
| 2017–18 | Saskatoon Blades          | WHL     | 52 | 7  | 39 | 46 | 12 | —  | — | — | — | — |
| 2018–19 | Saskatoon Blades          | WHL     | 62 | 25 | 48 | 73 | 40 | 10 | 5 | 3 | 8 | 6 |
| 2019–20 | Rockford IceHogs          | AHL     | 3  | 0  | 0  | 0  | 0  | —  | — | — | — | — |
| 2019–20 | Chicago Blackhawks        | NHL     | 64 | 8  | 15 | 23 | 24 | 9  | 1 | 5 | 6 | 4 |
| 2020–21 | Chicago Blackhawks        | NHL     | 18 | 2  | 8  | 10 | 4  | —  | — | — | — | — |
| Totales | Totales                   | Totales | 82 | 10 | 23 | 33 | 28 | 9  | 1 | 5 | 6 | 4 |

### Internacional
| Año   | Equipo                     | Evento | Resultado | GP | G | A  | Pts | PIM |
| ----- | -------------------------- | ------ | --------- | -- | - | -- | --- | --- |
| 2017  | Canadá Black               | U17    | 7.º       | 5  | 1 | 6  | 7   | 2   |
| 2018  | Selección sub-18 de Canadá | HG18   | 1.º       | 5  | 2 | 5  | 7   | 0   |
| Total | Total                      | Total  | Total     | 10 | 3 | 11 | 14  | 2   |